# Peskovec
Peskovec je selo zapadno od Vrbovca. 

## Povijest
Spominje se 1460. g. da bi 1541. g. ovdje bio feudalni posjed koji pripada donjem dijelu gospoštije Rakovec. Naziv sela nastaje prema "pesku", jer okolno tlo je pretežno sastavljeno od pijeska. 
Turci su uništili selo, pa je ono ponovno naseljeno u periodu između 1618. i 1623. g. 
Posjed pripada obitelji Erdody. 
1770. g. ovdje je projektirana župa, danas u selu postoji samo kapela.

## Stanovništvo
| broj stanovnika | 405   | 419   | 427   | 470   | 515   | 584   | 582   | 551   | 510   | 480   | 460   | 370   | 372   | 307   | 325   | 323   | 277   |
|                 | 1857. | 1869. | 1880. | 1890. | 1900. | 1910. | 1921. | 1931. | 1948. | 1953. | 1961. | 1971. | 1981. | 1991. | 2001. | 2011. | 2021. |